# (163470) Kenwallis
(163470) Kenwallis est un astéroïde de la ceinture principale.

## Description
(163470) Kenwallis est un astéroïde de la ceinture principale. Il fut découvert le 14 septembre 2002 à Trebur par Mike Kretlow. Il présente une orbite caractérisée par un demi-grand axe de 2,99 UA, une excentricité de 0,08 et une inclinaison de 2,6° par rapport à l'écliptique.

## Compléments